# Rubén Cousillas
Rubén Osvaldo Cousillas Fuse (Roque Pérez, 9 maggio 1957) è un allenatore di calcio ed ex calciatore argentino, di ruolo portiere.

## Carriera
Ha giocato nella prima divisione argentina (261 presenze totali) con le maglie di San Lorenzo, Deportivo Mandyiu, Velez ed Argentinos Juniors, e nella prima divisione colombiana con i Millonarios. Ha inoltre giocato anche 71 partite nella seconda divisione argentina, con le maglie di Almagro, San Lorenzo e Deportivo Moron.

## Palmarès

### Giocatore

#### Competizioni nazionali
- Primera B Nacional: 1

San Lorenzo: 1982
- Campionato colombiano: 2

Millonarios: 1987, 1988